# 伯恩斯坦山
71°37′S 163°7′E / 71.617°S 163.117°E
伯恩斯坦山（英語：Mount Bernstein），是南極洲的山峰，位於維多利亞地的彭內爾海岸，屬於鮑爾斯山脈中蘭特曼山脈的一部分，海拔高度2,420米，美國地質調查局根據測量和該國海軍的空中照片繪入地圖，現時由南極條約體系管理。